# کامت
کامت (به انگلیسی: Comet) طرحی است که طی آن یک درخواست اچ‌تی‌تی‌پی به مدت زیادی نگاه داشته می‌شود و اجازه می‌دهد که سرور وب اطلاعاتی را به مرورگر ارسال کند بی‌آنکه به صراحت آن را درخواست کرده باشد. Comet نامی شامل است و در برگیرنده روشهای مختلفی برای ایجاد این تعاملات است. همهٔ این روش‌ها اغلب با استفاده از قابلیت‌هایی مانند جاوااسکریپت که به صورت استاندارد در مرورگرها قرار دارند پیاده‌سازی می‌شوند تا استفاده از افزونه‌های غیر پیش فرض. پیاده‌سازی کامت با مدل اصلی طراحی وب متفاوت است که طی آن یک مرورگر در یک زمان یک صفحهٔ کامل وب را درخواست می‌کند.
استفاده از فن کامیت در طراحی وب قراردادی به عنوان استفاده از نوواژهٔ جدید Comet برای فن‌هایی به هم پیوسته‌ای به منظور پیاده‌سازی این هدف است. Comet با نام‌های متفاوت دیگری نیز از جمله شامل Ajax Push، Reverse Ajax، Two-way-web،  HTTP Streaming، HTTP server push نیز شناخته می‌شود.